# 名古屋市立千鳥丘中学校
名古屋市立千鳥丘中学校（なごやしりつ ちどりがおかちゅうがっこう）は、愛知県名古屋市緑区鳴海町字山ノ神にある公立中学校。

## 沿革
- 1974年4月1日 - 名古屋市立鳴海中学校分校設立
- 1975年3月13日 - 体育館建築
- 1975年4月1日 - 名古屋市立千鳥丘中学校創立
- 1978年3月8日 - 校歌制定式
- 1981年6月8日 - 本館管理棟完成
- 1984年7月2日 - 開校10周年記念式典
- 1986年3月1日 - 西館ピロティー陶壁画「未来へのあこがれ」完成
- 1989年11月1日 - 開校15周年記念行事・本校玄関上校章設置
- 1990年4月26日 - 中庭時計塔設置
- 1992年1月16日 - 体育館緞帳完成
- 1993年3月23日 - プール全面改修工事完了
- 1994年11月1日 - 開校20周年記念式典
- 1996年10月8日 - 正門・フェンス改修工事完了
- 1997年3月4日 - 体育館・北館大改修工事完了
- 1997年4月28日 - ランチルーム完成　スクールランチ開始
- 1998年10月22日 - 心の教室完成
- 2001年8月31日 - 運動場改修工事完了
- 2004年9月1日 - 校歌額設置（体育館内）
- 2004年11月5日 - 開校30周年記念式典　校歌混成三部合唱に編曲
- 2005年2月14日 - なごやスクールISO認定

## 教育目標
「集（集いて）、学（学び）、伸（ともに伸びよう）」

## 学校行事
- 入学式
- 修学旅行
- 稲武野外活動
- 体育大会
- 合唱コンクール
- 卒業式

## 生徒会行事
- 新入生歓迎会
- 球技大会
- 応援コンクール
- 3年生を送る会

## 部活動

### 運動部
- 軟式野球部　現在は活動していない
- 陸上競技部
- 女子バレーボール部
- 男女バスケットボール部
- 女子ソフトテニス部
- サッカー部
- 水泳部

### 文化部
- 園芸部
- 和太鼓部
- 茶道部
- 美術部

## 通学区域
以下の小学校区。
- 名古屋市立浦里小学校
- 名古屋市立片平小学校

## 周辺
- 千鳥塚
- 大塚古墳
- 赤塚古墳
- 鉾ノ木貝塚
- 新海池公園

## アクセス
- 名鉄バス 鳴海駅発「平針運転免許試験場」行、平針運転免許試験場（愛知県運転免許試験場）発「鳴海駅前」行　「鳴海製陶前」下車　西150m
- 名古屋市営バス 植田駅発（植田11号系統、野並経由）「地下鉄鳴子北」行、鳴子北駅発（植田11号系統）「地下鉄植田」行　「鳴海大根」下車　東100m